# Limnos (1905)
Zasugerowano, aby zintegrować ten artykuł z artykułem USS Idaho (BB-24). Nie opisano powodu propozycji integracji.
Limnos (spotykana jest także transkrypcja Lemnos – gr.: Θ/Κ Λήμνος) – grecki pancernik (przeddrednot) typu Mississippi, noszący nazwę od bitwy morskiej z czasów pierwszej wojny bałkańskiej.
Stępkę pod okręt położono w 1904. Służył w US Navy jako USS „Idaho” (BB-24) w latach 1908-1914. Następnie, razem z bliźniaczym USS „Mississippi” (BB-23), zostały sprzedane przez USA Grecji. Okręt został przejęty przez marynarkę grecką w Newport News pod koniec lipca 1914.
„Limnos” został zajęty przez Francję wraz z resztą floty greckiej w 1916, w ramach interwencji mającej na celu wymuszenie rezygnacji z greckiej neutralności w czasie I wojny światowej. Gdy premier Elefterios Wenizelos odzyskał władzę w czerwcu 1917 i Grecja włączyła się do wojny po stronie Ententy, Francja zwróciła okręt Królewskiej Marynarce Greckiej. „Limnos” był w służbie w czasie I wojny światowej. Wziął także udział w kampanii krymskiej, gdy państwa zachodnie wspierały Białych Rosjan. „Limnos” uczestniczył w tej ekspedycji wraz z bliźniaczym „Kilkis”, oraz kontrtorpedowcami „Leon” i „Panthir” pod dowództwem kontradmirała Kakoulidisa.
W czasie kampanii w Azji Mniejszej okręt był jednostką flagową Drugiej Floty bazującej w Smyrnie, pod dowództwem kontradmirała Kalamidasa. Jego zadaniem było utrzymanie kontroli na Morzu Czarnym, w Dardanelach i na wybrzeżu Azji Mniejszej.
W latach 1926–28 „Limnos” przeszedł remont kotłów. W 1932 uzbrojenie okrętu zostało zdemontowane i ustawione jako baterie artylerii nadbrzeżnej na wyspie Eginie. Zdemobilizowany okręt, używany jako hulk, został zatopiony w kanale u brzegów wyspy Salamina przez bombowce nurkujące Ju 87 Stuka 23 kwietnia 1941, w trakcie niemieckiej inwazji na Grecję. Kadłub okrętu wydobyto i złomowano w latach 50. XX wieku.
| Grubość opancerzenia pancernika „Limnos” |        |
| Pas pancerny                             | 228 mm |
| Wieża dowodzenia                         | 228 mm |
| Wieże                                    | 305 mm |
| Pokład                                   | 76 mm  |